# Gässhultsmyrens naturreservat
Gässhultsmyrens naturreservat är ett naturreservat i Ljungby kommun i Kronobergs län.
Reservatet är skyddat sedan 2023 och omfattar 42 hektar. Området ligger väster om Rydaholm och består av stora kärr, flera mindre tallmossar och sumpskogspartier.